# يراع الحبار
يراع الحبار أو الحبار المضئ (باللاتينية: Watasenia scintillans) هو نوع من السَّبِيدَج يتنمي إلى فصيلة الأنوبلوتوثتيات. وهو النوع الوحيد في من جنس واتاسينيا.

## الضيائية الحيوية
تتواجد يراع الحبار في غرب المحيط الهادئ في أعماق تتراوح بين 183 إلى 366 متر (600-1200 قدم) وهي تتميز بخاصية الضياء الحيوي. حيث أن الغطاء، والرأس، والأذرع، والمخالب  كلها تحوي نقاط تنتج ضوء. تسمى بالأعضاء المضيئة، وتقوم هذه الأضواء بجذب الأسماك الصغيرة عندما تشع ومن بعد ذلك يقوم الحبار بالتغذي عليها.
يحوي الحبار ثلاثة ألوان بصرية تقع في أجزاء مختلفة من الشبكية والتي من المرجح أن تسمح بتمييز الألوان، كلً يحتوي على حساسيات طيفية مختلفة.
يبلغ طول يراع الحبار وهو في سن النضج حوالي 3 بوصة (7.6 سم)، ويصل عمره حتى سنة. ويحوي على 8 أذرع أساسية، ومخلبان، وكل زوج يحوي على 3 أعضاء تشع ضوء على الأطراف.
يقضي يراع الحبار يومه بأعماق يصل طولها لعدة مئات من الأمتار، ويعود للسطح عندما يحل الليل. ويستخدم قدرته للتحسس وانتاج الضوء للإضاءة العكسية التمويهية: حيث يتناغم سطوع ولون جزءه السفلي مع الإضاءة التي تأتي من أعلى السطح، مما يجعله صعب الكشف من المفترسين من الأسفل.

## التزاوج
يضئ يراع الحبار كامل جسمه ليجذب زوج. وما إن يتم تخصيب البيض ووضعها، تموت. حيث تصل لعمرها الافتراضي وهو سنة. موسم التناسل يستمر من مارس حتى يونيو.

## الاستخدام التجاري
يُصتاد يراع الحبار بشكل تجاري في اليابان، ويصل التعداد السنوي لمجموع الصيد بـ4,804 إلى 6,822 طن من عام 1990 إلى 1999م.

## روابط خارجية
- Tree of Life web project: Watasenia scintillans